# Croatie au Concours Eurovision de la chanson 2021
La Croatie est l'un des trente-neuf pays participants du Concours Eurovision de la chanson 2021, qui se déroule à Rotterdam aux Pays-Bas. Le pays est représenté par la chanteuse Albina Grčić — sous le nom de scène Albina — et sa chanson  Tick-Tock, sélectionnées lors de l'émission Dora 2021. Le pays se classe 11e avec 110 points en demi-finale, ne parvenant pas à se qualifier pour la finale.

## Sélection
Le diffuseur croate HRT confirme la participation du pays le 4 mai 2020, n'annonçant pas encore la reconduction de Damir Kedžo, artiste sélectionné pour l'édition 2020 avant son annulation. Le 23 juin 2020, le diffuseur confirme la tenue de sa sélection télévisée Dora 2021, impliquant de facto que Damir Kedžo n'est pas reconduit.

### Format
Le 23 juin 2020, la reconduction du format Dora comme sélection est confirmée. Dora 2021 consiste en une soirée unique lors de laquelle quatorze artistes sont en compétition pour représenter la Croatie à l'Eurovision 2020. Le vainqueur est désigné par un vote combinant pour moitié le vote de jurys régionaux et pour l'autre moitié du télévote croate. Chaque jury régional attribue 12, 10 puis de 8 à 1 points à ses chansons préférées. Le télévote attribue, pour sa part, 580 points répartis proportionnellement au nombre de votes reçus.

### Chansons
Le diffuseur ouvre sa période de candidatures de 16 octobre au 10 décembre 2020. Les participants à l'émission sont annoncés le 15 décembre 2020.

### Résultats
| Ordre | Artiste                           | Chanson               | Jury | Télévote | Télévote | Télévote | Télévote | Total | Place |
| Ordre | Artiste                           | Chanson               | Jury | Appel    | SMS      | Total    | Points   | Total | Place |
| ----- | --------------------------------- | --------------------- | ---- | -------- | -------- | -------- | -------- | ----- | ----- |
| 1     | Nina Kraljić                      | Rijeka                | 68   | 3 745    | 1 575    | 5 320    | 77       | 145   | 2     |
| 2     | Eric Vidović                      | Reci mi               | 29   | 659      | 408      | 1 067    | 16       | 45    | 10    |
| 3     | Ella Orešković                    | Come This Way         | 26   | 1 425    | 336      | 1 761    | 26       | 52    | 9     |
| 4     | Bernarda Brunović                 | Colors                | 77   | 1 131    | 413      | 1 544    | 22       | 99    | 7     |
| 5     | Sandi Cenov                       | Kriv                  | 5    | 403      | 82       | 485      | 7        | 12    | 14    |
| 6     | ToMa                              | Ocean of Love         | 64   | 2 121    | 574      | 2 695    | 39       | 103   | 6     |
| 7     | Filip Rudan                       | Blind                 | 65   | 3 204    | 460      | 3 664    | 53       | 118   | 5     |
| 8     | Beta Sudar                        | Ma zamisli            | 8    | 456      | 84       | 540      | 8        | 16    | 12    |
| 9     | Klapa Cambi                       | Zaljubljen            | 47   | 4 488    | 393      | 4 881    | 71       | 118   | 4     |
| 10    | Ashley Colburn et Bojan Jambrošić | Share the Love        | 9    | 2 237    | 94       | 2 331    | 34       | 43    | 11    |
| 11    | Brigita Vuco                      | Noći pijane           | 7    | 504      | 78       | 582      | 8        | 15    | 13    |
| 12    | Mia Negovetić                     | She's Like a Dream    | 67   | 3 143    | 471      | 3 614    | 52       | 119   | 3     |
| 13    | Albina                            | Tick-Tock             | 78   | 6 609    | 1 688    | 8 297    | 120      | 198   | 1     |
| 14    | Tony Cetinski et Kiki Rahimovski  | Zapjevaj, sloboda je! | 30   | 2 746    | 464      | 3 210    | 47       | 77    | 8     |

| Détail des votes de jurys régionaux | Détail des votes de jurys régionaux | Détail des votes de jurys régionaux | Détail des votes de jurys régionaux | Détail des votes de jurys régionaux | Détail des votes de jurys régionaux | Détail des votes de jurys régionaux | Détail des votes de jurys régionaux | Détail des votes de jurys régionaux | Détail des votes de jurys régionaux | Détail des votes de jurys régionaux | Détail des votes de jurys régionaux | Détail des votes de jurys régionaux |
| Ordre                               | Chanson                             | Zagreb                              | Vukovar                             | Varaždin et Čakovec                 | Rijeka                              | Pula                                | Osijek                              | Zadar                               | Knin et Šibenik                     | Split                               | Dubrovnik                           | Total                               |
| ----------------------------------- | ----------------------------------- | ----------------------------------- | ----------------------------------- | ----------------------------------- | ----------------------------------- | ----------------------------------- | ----------------------------------- | ----------------------------------- | ----------------------------------- | ----------------------------------- | ----------------------------------- | ----------------------------------- |
| 1                                   | Rijeka                              | 6                                   | 8                                   | 8                                   | 8                                   | 5                                   | 4                                   | 10                                  | 10                                  | 4                                   | 5                                   | 68                                  |
| 2                                   | Reci mi                             | 1                                   | 1                                   | 5                                   | 6                                   | 4                                   | 2                                   | –                                   | –                                   | 3                                   | 7                                   | 29                                  |
| 3                                   | Come This Way                       | 4                                   | –                                   | 2                                   | –                                   | 3                                   | 1                                   | 5                                   | 4                                   | 1                                   | 6                                   | 26                                  |
| 4                                   | Colors                              | 7                                   | 6                                   | 12                                  | 12                                  | 12                                  | 8                                   | 6                                   | 7                                   | 7                                   | –                                   | 77                                  |
| 5                                   | Kriv                                | –                                   | 2                                   | –                                   | –                                   | –                                   | –                                   | 1                                   | –                                   | –                                   | 2                                   | 5                                   |
| 6                                   | Ocean of Love                       | 10                                  | 3                                   | 10                                  | 4                                   | 8                                   | 7                                   | 3                                   | 6                                   | 12                                  | 1                                   | 64                                  |
| 7                                   | Blind                               | 12                                  | 12                                  | 7                                   | 5                                   | 7                                   | 3                                   | 12                                  | 2                                   | 5                                   | –                                   | 65                                  |
| 8                                   | Ma zamisli                          | –                                   | 4                                   | –                                   | 1                                   | 2                                   | –                                   | –                                   | 1                                   | –                                   | –                                   | 8                                   |
| 9                                   | Zaljubljen                          | –                                   | –                                   | 3                                   | 10                                  | –                                   | 10                                  | –                                   | 8                                   | 8                                   | 8                                   | 47                                  |
| 10                                  | Share the Love                      | –                                   | –                                   | –                                   | 3                                   | 1                                   | –                                   | –                                   | –                                   | 2                                   | 3                                   | 9                                   |
| 11                                  | Noći pijane                         | 3                                   | –                                   | –                                   | –                                   | –                                   | –                                   | 4                                   | –                                   | –                                   | –                                   | 7                                   |
| 12                                  | She's Like a Dream                  | 5                                   | 10                                  | 6                                   | 7                                   | 10                                  | 6                                   | 8                                   | 5                                   | 6                                   | 4                                   | 67                                  |
| 13                                  | Tick-Tock                           | 8                                   | 7                                   | 4                                   | –                                   | 6                                   | 12                                  | 7                                   | 12                                  | 10                                  | 12                                  | 78                                  |
| 14                                  | Zapjevaj, sloboda je!               | 2                                   | 5                                   | 1                                   | 2                                   | –                                   | 5                                   | 2                                   | 3                                   | –                                   | 10                                  | 30                                  |

Au terme de la soirée, Albina et sa chanson  Tick-Tock sont désignées pour représenter la Croatie à l'Eurovision 2021.

## À l'Eurovision
La Croatie participe à la première demi-finale, le 18 mai 2021. Y recevant 110 points, le pays se classe 11e et ne parvient pas à se qualifier en finale. Il est cependant à noter que le pays se classe 9e au télévote et 10e du vote des jurys. C'est ainsi la première fois qu'un pays « qualifié » séparément par les deux groupes de votants — donc dans les 10 premiers dudit classement — ne parvient pas à être qualifié au classement général.